# Día Sanz
Día Sanz (o Día Sanz de la Torre) fue un caballero segoviano que, junto a Fernán García también caballero quiñonero segoviano, participó en la conquista de Madrid por las tropas cristianas en el marco de la Reconquista.

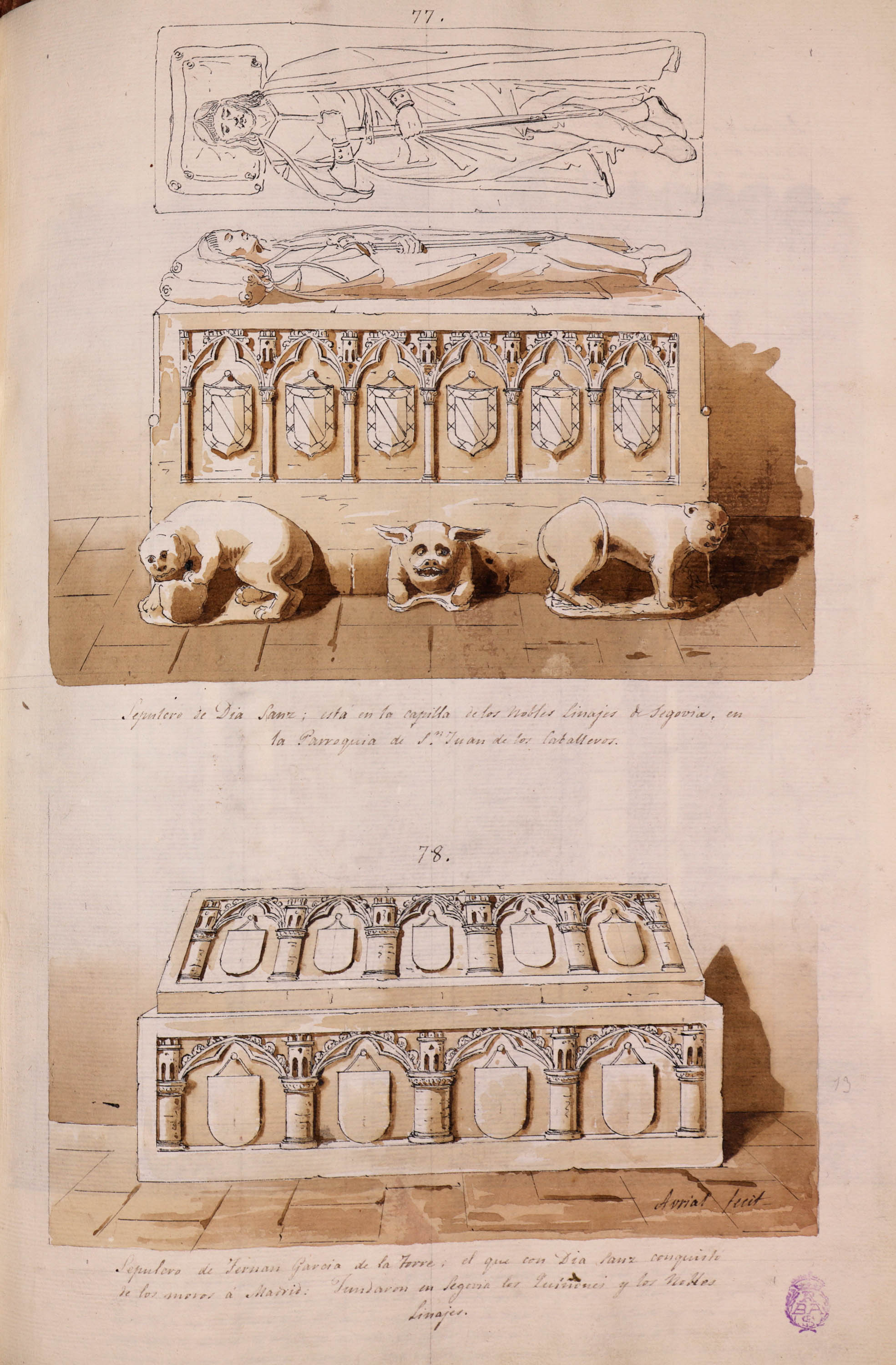
Legendarios sepulcros de Día Sanz y Fernán García en la capilla de los Linajes de la iglesia de San Juan de los Caballeros en Segovia. (En el álbum Segovia pintoresca de José María Avrial, 1843)

## Biografía
La historiografía tradicional de Segovia (Garci Ruiz de Castro o Colmenares) atribuía la conquista de Madrid en tiempo de Ramiro II de León a la intervención de  Día Sanz y Fernán García. Estos dos caballeros participaron por el concejo de Segovia como capitanes de los caballeros segovianos enviados a la llamada del rey para la conquista de Madrid. Los caballeros segovianos llegaron cuando ya habían llegado el resto de caballeros que habían mandado los concejos castellanos y preguntaron al rey por su alojamiento. El rey les dijo que se alojaran en la plaza de Madrid. Al oír estas palabras,  Día Sanz y Fernán García tomaron la iniciativa en la conquista de Madrid. A este hecho atribuyen los mencionados historiadores medievales cuestiones como la fundación de la Junta de Nobles Linajes de la ciudad o la cabeza que aparecía sobre el acueducto en las armas de Segovia.
La historiografía actual enmarca la existencia de Día Sanz y Fernán García dentro de las guerras de bandos o linajes en la Castilla de los siglos XIII y XIV. Los bandos o linajes (no en el sentido moderno de familia, sino en el sentido de grupo de partidarios) surgieron en el siglo XIII e inicios del XIV en el marco de las luchas acaecidas durante las minorías de Fernando IV y Alfonso XI. Se tiene a los dos caballeros segovianos por fundadores de los Nobles Linajes de Segovia. En el marco de estas luchas, fue Día Sanz  partidario primero de Juan de Haro el Tuerto, y posteriormente de Juan Manuel. Por su lado, Fernán García fue partidario sería partidario del infante Felipe. Ambos personajes dejarían a la ciudad una serie de bienes, siendo encomendada su administración a los caballeros de sus respectivos linajes, dando lugar a la Junta de Nobles Linajes de la ciudad, de la que se consideran fundadores.
Pocos datos más se saben de Día Sanz más allá de los nombrados por Garci Ruiz de Castro. Este afirma que era Fernán García era su tío materno, que tenía sus casas (conocidas como de los Azeves) cercas de la primitiva iglesia de San Millán y que eran sus armas una banda azul en campo dorado rodeadas de una orla de sable con unas aspas. Además, según García Ruiz de Castro, un hijo suyo fundó la iglesia de la Santísima Trinidad.
El sepulcro de Día Sanz, como el de Fernán García se encuentra en la capilla de la Junta de Nobles Linajes de Segovia en la iglesia de San Juan de esa ciudad castellana.
A partir de la organización institucional del Concejo de Segovia por Alfonso XI en 1345, cinco de los diez caballeros que formaban parte del concejo de Segovia debían ser de su linaje. Los otros cinco caballeros sería elegidos entre los del linaje de Fernán García.
Se encuentra representado junto a Fernán García en el episodio de la conquista de Madrid en una pintura en la bóveda de la Sala Blanca de la Casa Consistorial de Segovia.
Tiene dedicada una plaza en la ciudad de Segovia.

### Individuales
1. 1 2  García Ruiz de Castro, 1989, p. 4.
2. ↑  Vera, Juan de (1969). «La Noble Junta de Linajes de Segovia». Estudios segovianos XXI (63): 465-496.
3. ↑  «La casa consistorial». Ayuntamiento de Segovia.
4. ↑  Sáez y Romero, Mariano (1918). «Día Sanz (Plazuela de)». Las calles de Segovia. Segovia: Antonio San Martín. pp. 58-59. Wikidata Q32192602.